# Sceptru

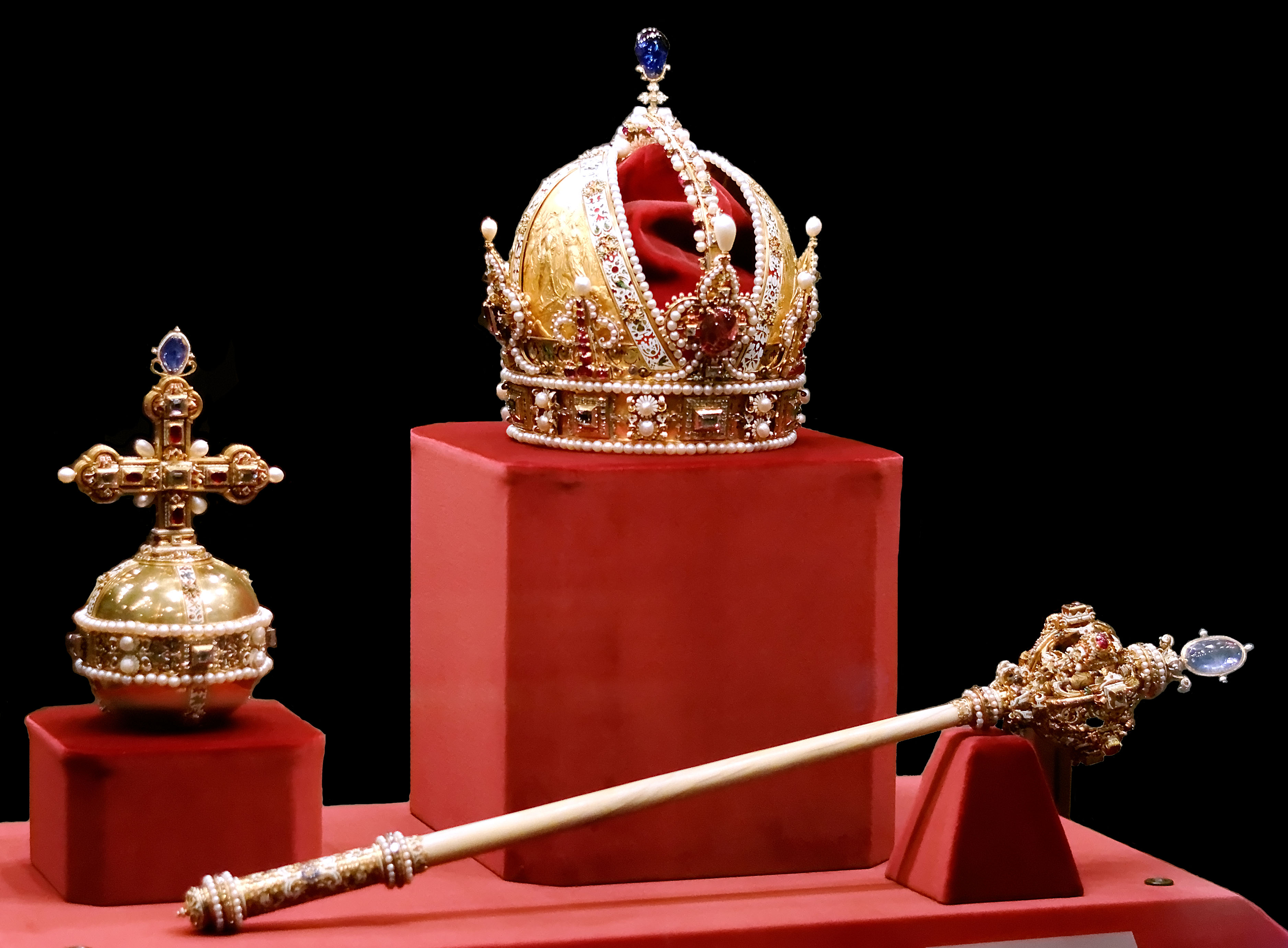
Însemnele puterii imperiale austriece. Sceptrul, coroana și globus cruciger

Sceptrul principelui Transilvaniei, Muzeul Național de Istorie a României

Sceptrul (din latină sceptrum, prin franceză sceptre) este un baston încrustat cu metale și cu pietre prețioase, purtat de un suveran ca simbol al autorității și puterii supreme.
Acest însemn al puterii suverane derivă din buzdugan, ca simbol al puterii militare supreme.
Statuia lui Zeus din Olympia, una din cele șapte minuni ale lumii antice, îl reprezenta pe Zeus ținând în mâna stângă un sceptru pe care stătea un vultur de aur.

## Sceptrul ca însemn heraldic
Stema României, adoptată de cele două Camere ale Parlamentului, reunite în sesiunea din 10 septembrie 1992, constă într-un vultur sau o acvilă, pe un scut, având aripile deschise; în cioc ține o cruce iar în gheare o spadă și un sceptru.

## Sceptre păstrate în muzee din România
- La Muzeul din Sebeș, în colecția de obiecte preistorice se găsește un fragment de sceptru de os, descoperit în așezarea aparținând culturii Wittenberg de la Lancrăm. Sceptrul are o formă cilindrică, puțin îngroșată spre capătul rupt, și este ornamentat cu patru cercuri incizate cu punct central, benzi cu "dinți de lup" și o bandă "spirală - scripete". Se presupune că era transmis din generație în generație de către șefii de trib.[2]

- La Muzeul Național de Istorie a României din București este expus sceptrul principelui Transilvaniei Ștefan Bocskai. Sceptrul, cu lungimea de 800 mm se aseamănă cu o măciucă sferică, cu dimetrul de 120 mm, realizată din două emisfere din argint aurit, cizelate, ajurate și decorate cu casete înalte cu turcoaze și cu un vârf ascuțit metalic. Mânerul din lemn era înfășurat cu catifea și este împodobit cu 3 manșoane din argint aurit cizelate, ajurate și decorate cu casete înalte cu turcoaze, iar la capătul său este incizat un blazon pe care este incizată silueta unui leu rampant spre stânga care ține în labe o ramură. Deasupra scutului este incizată data 1605.[3]

- În ziua de 10 mai 1920, 6 fete de la orfelinatul Radu-Vodă i-au oferit regelui Ferdinand I al României un buzdugan /sceptru din aur. Arma, împodobită cu pietre prețioase, a fost cumpărată prin subscripție publică și marcată cu inscripția: "Regelui Ferdinand I, regele tuturor românilor dându-i-se acest buzdugan de către poporul său ca răsplată pentru vrednicia și buna conducere a țării în anii 1916-1919". Regele Ferdinand a precizat ca primește emoționat "darul", care a fost purtat în trecut și de voievozii Țărilor Române.[4] Pe acest buzdugan, în partea superioară, sunt reprezentate patru statuete de țărănci în costume naționale. Ele reprezintă România (regatul vechi), Transilvania, Basarabia și Bucovina. În vârful buzduganului se regăsește capul acvilei cruciate.

## Sceptrul prezidențial

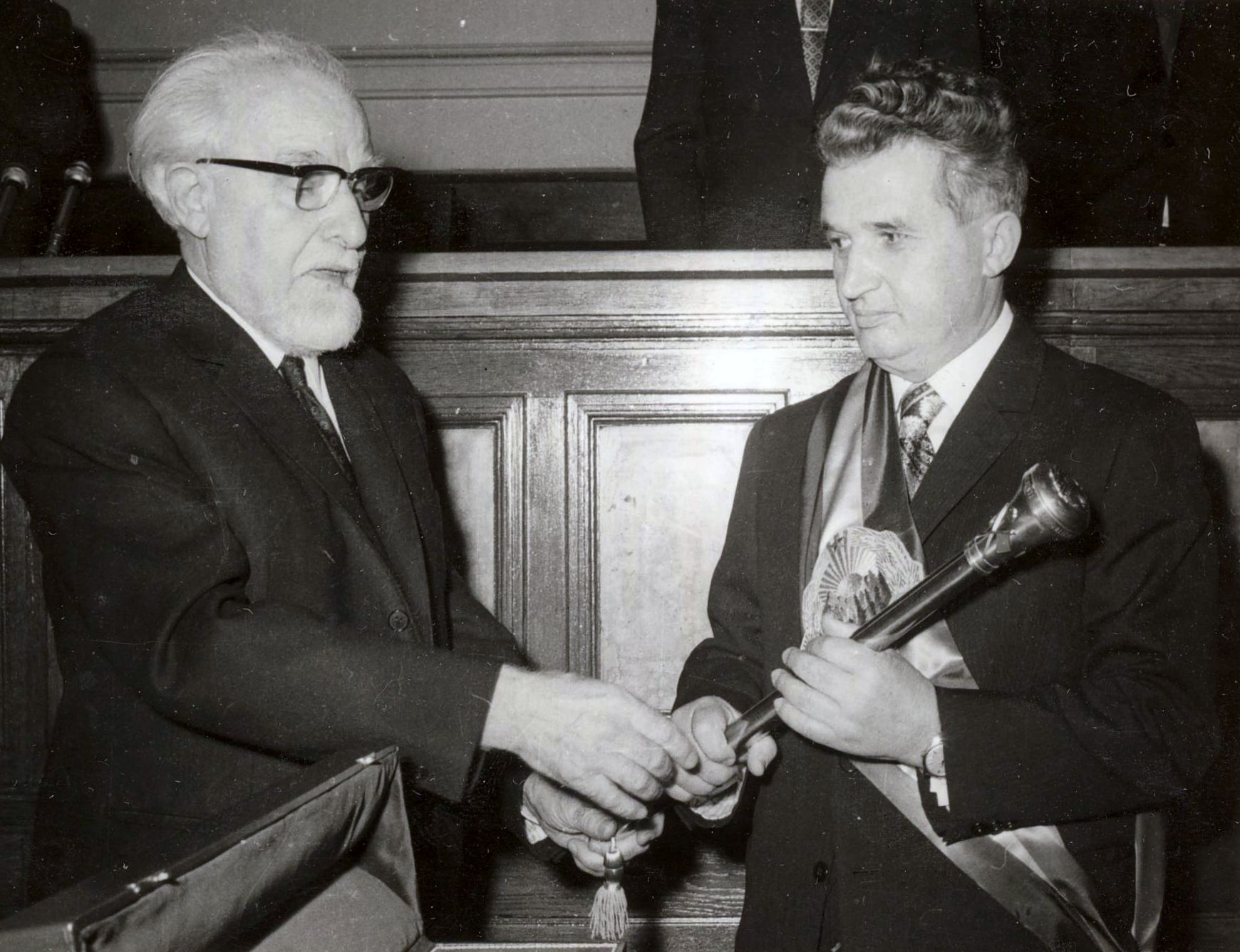
Ştefan Voitec înmânându-i sceptrul lui Nicolae Ceauşescu

Ștefan Voitec, președinte al Marii Adunări Naționale i-a înmânat lui Nicolae Ceaușescu, la data de 28 martie 1974, un „sceptru prezidențial” în momentul în care a devenit primul președinte al Republicii Socialiste România. Cu această ocazie, Salvador Dali i-a trimis o telegramă cu următorul conținut: „Apreciez profund actul dumneavoastră istoric de instituire a sceptrului prezidențial”, publicată de ziarul Scânteia la 4 aprilie 1974. Puțini au fost cei care au sesizat că excentricul pictor a subliniat ridicolul situației, și că telegrama a fost o ironie la adresa lui Ceaușescu, primul președinte de republică cu sceptru regal. Ceaușescu ținea sceptrul în biroul său din Comitetul Central. La 22 decembrie 1989, acesta a rămas la dispoziția celor care au intrat în Cabinetul 1 și i s-a pierdut urma.